# 越南白话
越南白话是粵語在越南的分支方言。此方言多以廣東籍的華人爲主要使用者， 亦是越南華人五大方言之首。

## 分布
越南白话分布于越南部分地区。在北部地區、南部胡志明市分佈較多。越南少數民族中的山由族、艾族以及越南華人多數皆使用越南白話。

## 特点
越南白话揉合了越南語及其他汉语变体，与标准粤语差异較大。